# Johann Eccard

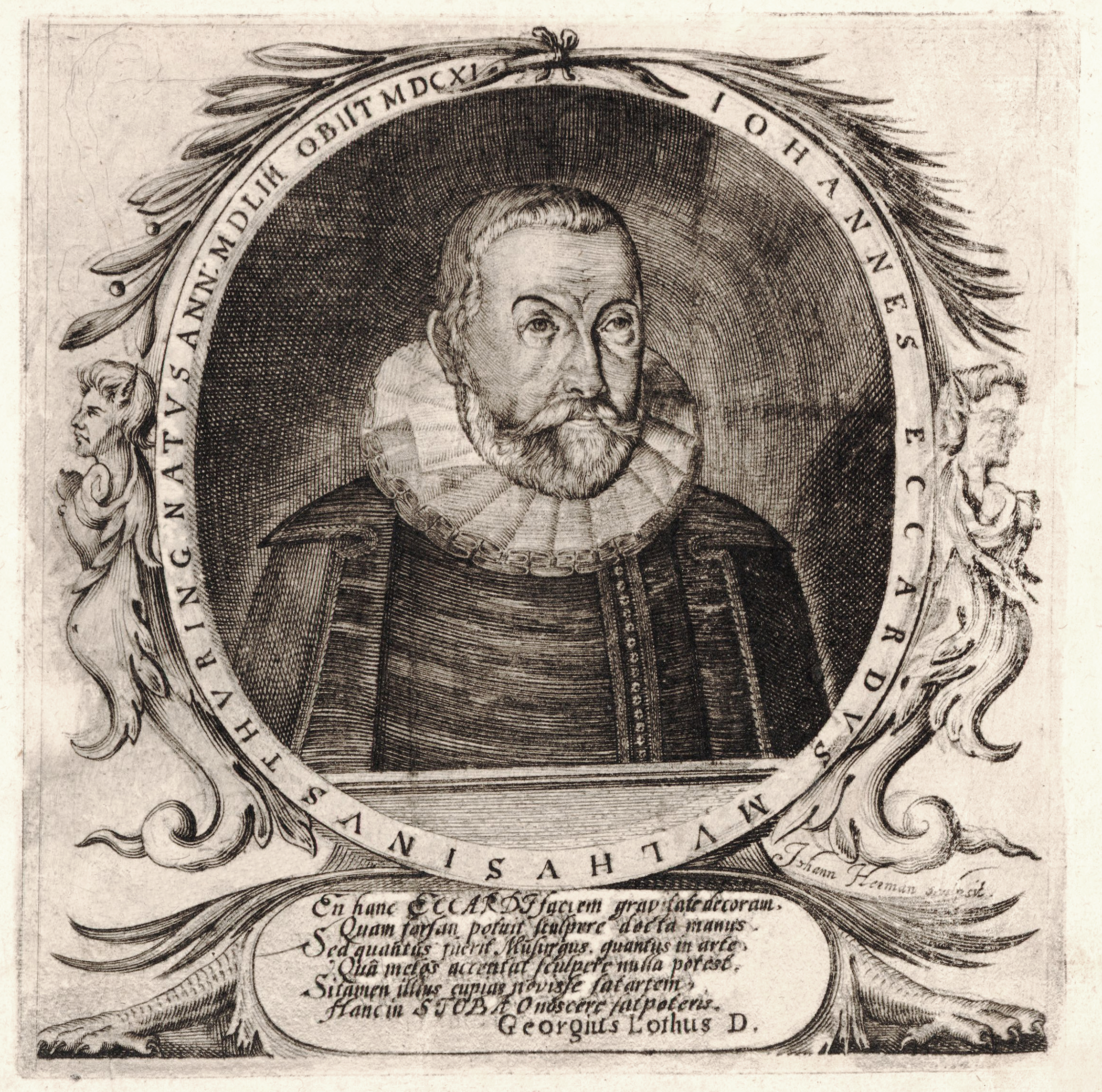
Johannes Eccard

Johann Eccard, född 1553 i Mühlhausen, Thüringen, död 1611, var en tysk tonsättare.
Eccard var elev till Orlando di Lasso, hade anställning hos Jacob Fugger i Augsburg. Han verkade därefter som kapellmästare i Königsberg och Berlin. Eccard är en av de mest betydande protestantiska kyrkokompositörerna men har även skrivit värdefulla världsliga vokalverk.